# 517 هـ
517 هـ هي سنة في التقويم الهجري امتدت مقابلةً في التقويم الميلادي بين سنتي 1123 و1124.

## وفيات
- محمد بن علي النسفي